# Für Lennart in memoriam
Für Lennart in memoriam és una obra per a orquestra de corda realitzada el 2006 pel compositor estonià Arvo Pärt. Va ser estrenada el 26 de març de 2006 a l'església de sant Carles de Tallinn per l'Orquestra de Cambra de Tallinn dirigida per Tõnu Kaljuste en les cerimònies de sepeli de Lennart Meri. És una obra en un sol moviment amb una durada d'uns 7 minuts.

## Origen i context
A principis del 2006, Lennart Meri, expresident de la República d'Estònia (1992-2001), va encarregar una obra a Pärt amb el desig que la seva música fos part del seu comiat final. Meri, figura carismàtica i destacada com a polític, historiador, cineasta i escriptor, va ser el segon president elegit d'Estònia després de la caiguda de la Unió Soviètica.
Arvo Pärt i Lennart Meri mantenien una relació que es remuntava a la seva joventut. Durant els anys seixanta, tots dos van coincidir treballant a la ràdio d’Estònia: Pärt al departament de música i Meri al teatre radiofònic. L'amistat va perdurar, Pärt va dir: «Crec que ara érem molt més similars que quan érem més joves». Quan Pärt va començar a treballar en aquesta peça, també estava immers en la composició de la sisena oda del cor a cappella Kanon Pokajanen. Aquesta oda, que va incorporar en la nova composició instrumental, és una pregària canònica de l’església eslava vinculada simbòlicament al mar (en estonià, "meri" significa "mar") i que tradicionalment és utilitzada en cerimònies funeràries.

## Enregistraments
- En el disc In principio pel Cor de Cambra Filharmònica d'Estònia dirigit perr Tõnu Kaljuste. ECM Records, 2009.